# Zapasy na Letnich Igrzyskach Olimpijskich 1980 – kategoria do 74 kg w stylu klasycznym
Zmagania mężczyzn w wadze 74 kg to jedna z dziesięciu męskich konkurencji w zapasach w stylu klasycznym rozgrywanych podczas Letnich Igrzysk Olimpijskich 1980. Pojedynki w tej kategorii wagowej odbyły się w dniach 21 – 23 lipca.

## Klasyfikacja[2]
| Pozycja | Nazwisko            | Kraj           |
| ------- | ------------------- | -------------- |
| 1       | Ferenc Kocsis       | Węgry          |
| 2       | Anatolij Bykow      | ZSRR           |
| 3       | Mikko Huhtala       | Finlandia      |
| 4       | Janko Szopow        | Bułgaria       |
| 5       | Lennart Lundell     | Szwecja        |
| 6       | Vítězslav Mácha     | Czechosłowacja |
| 7       | Gheorghe Minea      | Rumunia        |
| 8       | Jacques Van Lancker | Belgia         |
| 9       | Wiesław Dziadura    | Polska         |
| 10      | Ahmed Lutfi Shihad  | Irak           |
| 11      | Karlo Kasap         | Jugosławia     |
| .       | Idalberto Barban    | Kuba           |
| .       | Kaj Jægergaard      | Dania          |
| .       | Jamal Moughrabi     | Syria          |

## Zasady
Przyjęto zasadę punktów karnych, gdzie zdobycie sześciu punktów lub więcej eliminowało zawodnika z turnieju. Kolejność miejsc medalowych ustalona została w specjalnej rundzie finałowej, z udziałem trzech zawodników z najmniejszą liczbą takich punktów.
- TPP — Punkty karne razem
- MPP — Punkty karne pojedynku
- TF — Łopatki
- DQ — Dyskwalifikacja za pasywność
- D1 — Dyskwalifikacja za pasywność, zwycięzca również był pasywny

## Punktacja
- 0 — Wygrana na łopatki, przewagę techinczną, pasywność, kontuzję
- 0.5 — Wygrana na punkty  (8-11 punktów różnicy)
- 1 — Wygrana na punkty  (1-7 punktów różnicy)
- 2 — Dyskwalifikacja za pasywność, zwycięzca również był pasywny
- 3 — Przegrana na punkty (1-7 punktów różnicy)
- 3.5 — Przegrana na punkty (8-11 punktów różnicy)
- 4 — Przegrana na łopatki, przewagę techiczną, pasywność, kontuzję

## Wyniki[3]

### Pierwsza runda
| TPP | MPP |                     | Wynik\|Czas |                    | MPP | TPP |
| --- | --- | ------------------- | ----------- | ------------------ | --- | --- |
| 0   | 0   | Ferenc Kocsis       | TF / 4:38   | Kaj Jægergaard     | 4   | 4   |
| 4   | 4   | Karlo Kasap         | DQ / 7:57   | Janko Szopow       | 0   | 0   |
| 3   | 3   | Jacques Van Lancker | 6 - 8       | Vítězslav Mácha    | 1   | 1   |
| 4   | 4   | Jamal Moughrabi     | TF / 3:35   | Lennart Lundell    | 0   | 0   |
| 1   | 1   | Anatolij Bykow      | 6 - 5       | Wiesław Dziadura   | 3   | 3   |
| 4   | 4   | Idalberto Barban    | TF / 1:31   | Mikko Huhtala      | 0   | 0   |
| 1   | 1   | Gheorghe Minea      | 12 - 6      | Ahmed Lutfi Shihad | 3   | 3   |

### Druga runda
| TPP | MPP |                     | Wynik\|Czas |                    | MPP | TPP |
| --- | --- | ------------------- | ----------- | ------------------ | --- | --- |
| 0   | 0   | Ferenc Kocsis       | DQ / 7:13   | Karlo Kasap        | 4   | 8   |
| 8   | 4   | Kaj Jægergaard      | TF / 2:28   | Janko Szopow       | 0   | 0   |
| 3   | 0   | Jacques Van Lancker | TF / 2:47   | Jamal Moughrabi    | 4   | 8   |
| 2   | 1   | Vítězslav Mácha     | 3 - 3       | Lennart Lundell    | 3   | 3   |
| 1   | 0   | Anatolij Bykow      | DQ / 4:58   | Idalberto Barban   | 4   | 8   |
| 4   | 1   | Wiesław Dziadura    | 4 - 3       | Gheorghe Minea     | 3   | 4   |
| 0   | 0   | Mikko Huhtala       | DQ / 5:56   | Ahmed Lutfi Shihad | 4   | 7   |

### Trzecia runda
| TPP | MPP |                     | Wynik\|Czas |                 | MPP | TPP |
| --- | --- | ------------------- | ----------- | --------------- | --- | --- |
| 1   | 1   | Ferenc Kocsis       | 4 - 3       | Janko Szopow    | 3   | 3   |
| 7   | 4   | Jacques Van Lancker | DQ / 7:08   | Lennart Lundell | 0   | 3   |
| 5   | 3   | Vítězslav Mácha     | 2 - 4       | Anatolij Bykow  | 1   | 2   |
| 7   | 3   | Wiesław Dziadura    | 3 - 7       | Mikko Huhtala   | 1   | 1   |
| 4   |     | Gheorghe Minea      |             | Bez walki       |     |     |

### Czwarta runda
| TPP | MPP |                 | Wynik\|Czas |                 | MPP | TPP |
| --- | --- | --------------- | ----------- | --------------- | --- | --- |
| 8   | 4   | Gheorghe Minea  | TF / 2:45   | Ferenc Kocsis   | 0   | 1   |
| 4   | 1   | Janko Szopow    | 6 - 2       | Vítězslav Mácha | 3   | 8   |
| 6   | 3   | Lennart Lundell | 4 - 10      | Anatolij Bykow  | 1   | 3   |
| 1   |     | Mikko Huhtala   |             | Bez walki       |     |     |

### Piąta runda
| TPP | MPP |               | Wynik\|Czas |                | MPP | TPP |
| --- | --- | ------------- | ----------- | -------------- | --- | --- |
| 5   | 4   | Mikko Huhtala | TF / 5:44   | Ferenc Kocsis  | 0   | 1   |
| 7   | 3   | Janko Szopow  | 4 - 5       | Anatolij Bykow | 1   | 4   |

### Runda finałowa
Zaliczone pojedynki z wcześniejszych rund
| TPP | MPP |               | Wynik\|Czas |                | MPP | TPP |
| --- | --- | ------------- | ----------- | -------------- | --- | --- |
|     | 4   | Mikko Huhtala | TF / 5:44   | Ferenc Kocsis  | 0   |     |
| 7   | 3   | Mikko Huhtala | 4 - 7       | Anatolij Bykow | 1   |     |
| 2   | 2   | Ferenc Kocsis | D1 / 7:21   | Anatolij Bykow | 4   | 5   |